# Чорний Олександр Дмитрович
Олександр Дмитрович Чорний (нар. 24 липня 1951, c. Вашківці) — український журналіст, письменник, редактор, видавець, краєзнавець, фольклорист. Заслужений журналіст України (2016). Помер 19.05.2024 р., м. Сокиряни.

## Біографія
Народився 24 липня 1951 року в селі Вашківці Сокирянського району Чернівецької області. Закінчив Хотинський сільськогосподарський технікум, факультет журналістики Київського державного університету ім. Т. Г. Шевченка. Працював у Сокирянській районній газеті «Дністрові зорі» літпрацівником, завідувачем відділу, заступником редактора, відтак — редактором районної газети «Вижницькі обрії» (м. Вижниця Чернівецької області), старшим випусковим у Чернівцях у редакції газети «Від Дністра до Карпат», керівником філіалу Чернівецького видавництва «Прут» у м. Сокиряни, з 1992-го до 2011 року — директор Сокирянської районної друкарні. Один з ініціаторів заснування в Сокирянському районному відділі освіти в 1994 році газети для вчителів, учнів та батьків «Педагогічна думка», яку п'ять років редагував на громадських засадах.
Чималий вклад вніс в організацію і створення Сокирянського історичного музею, директором якого працював з 2011-го до 2015 року.

## Творчі набутки
Автор понад двох тисяч статей, кореспонденцій, нарисів, замальовок, репортажів в обласних, республіканських, місцевих виданнях про людей праці, на сільськогосподарську тематику, про передовий виробничий досвід. Першим на Сокирянщині записав і упорядкував місцеві легенди. Автор книг:
- Розкажу тобі легенду (1992).
- Диво твориться душею (1994).
- Новодністровськ засвічує вогні (1992). [у співавторстві з Іваном Нагірняком]
- Сердечно Вас вітаєм (1997).
- Долі врожаями колосяться (2003).
- Палітра наших слів (2007).
- Вашківці на сивих вітрах минувшини. — Чернівці: Прут,2009. 312 с., іл. — ISBN 978-966-560-422-8.
- Місто, де сходить сонце.- Чернівці: Прут, 2010. — 256 с. — ISBN 978-966-560-522-5.
- У царстві коболчинського глечика (2011).
- Сокирянська бистрина. — Чернівці: Прут, 2011. — 312 с.: іл. — ISBN978-9666-560-539-3 [у співавторстві з Олексієм Мандзяком].
- Не загубились села у віках. — Чернівці, Друк Арт, 2014. — 344 с. — ISBN978-966-2021-99-8 [у співавторстві з Олексієм Мандзяком].

## Громадська робота
- Член НСЖУ.
- Обирався делегатом ХІІ з'їзду НСЖУ (2012).
- Обирався депутатом Вижницької і Сокирянської районних рад трьох скликань
- Голова Сокирянської районної організації НСЖУ.
- Член правління Чернівецької обласної організації НСЖУ.
- Член Чернівецької обласної ради журналістів-ветеранів Буковини.

## Відзнаки, нагороди
- Бронзова медаль ВДНГ України.
- Лауреат премії ім. Олекси Романця.
- Майстер народної творчості.
- Лауреат VIII Національного конкурсу публікацій на теми керамології, гончарства, кераміки в Україні (за публікаціями 2011 року) «КеГоКе-2014».
- Лауреат обласної премії «Книга року» за 2014 рік в номінації «Історико-краєзнавча література».
- Заслужений журналіст України[1]